# Hadikfalva
Hadikfalva (Dornești) település Romániában, Bukovinában, Suceava megyében.

## Története
Hadikfalva magyar telepesközség, melyet 1764-ben Karl Freiherr von Enzenberg tábornok alapított a székely határőrvidék szervezésekor Moldvába menekültekből. A faluba megalapításakor 40 család érkezett, akik falujukat Hadik András grófról, a magyarság pártfogójáról nevezték el Hadikfalvának, aki II. Józseftől letelepedési mentességet szerzett a falunak.
1786-ban Hadikfalvának már 685 lakója volt.
1930-as népszámláláskor 4934 lakosa volt, melyből 4530 magyar volt és ebből 4693+34 volt katolikus.
A 2002-es népszámláláskor 4365 lakosából 1 magyar, 4348 román, 162 cigány, 6 ukrán, 5 német és egyéb lakosa volt . Ebből 3649 ortodox, 68 római katolikus, 11 görögkatolikus, 4 evangélikus és egyéb volt.

## Híres emberek
- Itt született 1940. július 24-én Tamás Menyhért író, költő, műfordító.